# 74-я пехотная дивизия (Российская империя)
74-я пехотная дивизия — пехотное соединение в составе Русской императорской армии.

## История дивизии
Сформирована в июле 1914 года из кадра 37-й пехотной дивизии. Вошла в состав 6-й армии Петербургского военного округа.

Три дивизии Санкт-Петербургского округа — 67-я, 68-я и 74-я — оставлены были в 6-й армии на охрану Балтийского побережья… 74-я пехотная дивизия, развёрнутая из 37-й, была зимой 1914/15 годов отправлена в 8-ю армию в Карпаты. Генерал Брусилов свысока отнёсся к этим «петербургским швейцарам и дворникам», много раз между тем выручавшим его армию в Карпатах и с отличием участвовавших весною и летом 1916 года в Доброноуцком в Коломейском сражениях.— А. А. Керсновский. История Русской армии
74-я артиллерийская бригада сформирована в июле 1914 года по мобилизации в Новгородской губернии из кадра, выделенного 37-й артиллерийской бригадой. С 12.11.1914 (предположительно) переименована в 55-ю артиллерийскую бригаду и придана 55-й пехотной дивизии.
Дивизия сражалась в Первую мировую войну, в частности, в Заднестровской операции в апреле — мае 1915 г. Действовала в декабрьской операции 1915 г. на Стрыпе.

## Состав дивизии
- 1-я бригада
  - 293-й Ижорский пехотный полк
  - 294-й Березинский пехотный полк
- 2-я бригада
  - 295-й Свирский пехотный полк
  - 296-й Грязовецкий пехотный полк
- 74-я артиллерийская бригада

## Командование дивизии
(Командующий в дореволюционной терминологии означал временно исполняющего обязанности начальника или командира).

### Начальники дивизии
- 19.07.1914 — 19.12.1914 — генерал-лейтенант Багговут, Иван Карлович
- 19.12.1914 — 29.05.1917 — генерал-майор (с 10.10.1915 генерал-лейтенант) Шипов, Павел Дмитриевич
  - 26.04.1917 — xx.хх.1917 — командующий генерал-майор Наставин, Сергей Платонович
- 07.07.1917 — хх.хх.хххх — командующий генерал-майор Всеволожский, Дмитрий Сергеевич

### Начальники штаба дивизии
- 16.09.1914 — 14.06.1915 — и. д. подполковник Греков, Александр Петрович
- 14.06.1915 — 01.10.1915 — и. д. подполковник Рябинин, Александр Александрович
- 18.10.1915 — 06.12.1915 — и. д. капитан Барановский, Владимир Львович
- 08.02.1916 — 22.08.1916 — полковник Эзеринг, Карл Иванович
- 09.10.1916 — 30.04.1917 — полковник Запольский, Николай Владимирович
- 17.05.1917 — 20.06.1917 — и. д. подполковник Синельников, Евгений Викторович
- 07.07.1917 — 03.09.1917 — полковник Гегстрем, Евгений-Александр Элисович
- 26.10.1917 — xx.xx.xxxx — и. д. подполковник Александров, Константин Михайлович

### Командиры бригады
- 29.07.1914 — 04.11.1914 — генерал-майор Юнаков, Николай Леонтьевич
- 04.11.1914 — 21.08.1915 — генерал-майор Кублицкий-Пиотух, Франц Феликсович
- 06.10.1915 — 04.01.1916 — генерал-майор Голицынский, Александр Николаевич
- 21.01.1916 — 29.09.1916 — полковник (с 03.02.1916 генерал-майор) Алексеев, Владимир Васильевич
- 01.10.1916 — 02.08.1917 — генерал-майор Наставин, Сергей Платонович
- 23.09.1917 — хх.хх.хххх — командующий полковник Юрьев, Владимир Фёдорович

### Командиры 74-й артиллерийской бригады
- 25.07.1914 — 27.02.1917 — полковник (с 23.11.1915 генерал-майор) Иордан, Александр Фридрихович
- 08.03.1917 — хх.хх.хххх — командующий полковник Лейбин, Иван Степанович